# Литовская Республика (1918—1940)
Лито́вская Респу́блика (лит. Lietuvos Respublika) — литовское государство, существовавшее с 16 февраля 1918 года, когда была провозглашена независимость, вплоть до 1940 года, когда Литва стала частью СССР.

## История

### Обретение независимости
16 февраля 1918 года в Вильне Литовская Тариба (Совет Литвы) провозгласила независимость государства, что стало вторым за несколько месяцев провозглашением независимости страны. В отличие от принятой 11 декабря 1917 года декларации, документ от 16 февраля говорит о полной независимости Литвы — и от России, и от Германии. Однако документ от 16 февраля даёт самостоятельность только «на бумаге». После заключения Брест-Литовского мирного договора Германия игнорирует декларацию 16 февраля 1918 года.
1 июля 1918 г. Тариба объявила страну Литовским королевством. На престол было решено пригласить немецкого принца В. фон Ураха. Предложение игнорировалось немецкими властями ибо идея исходила не от них. Однако уже 2 ноября того же года решение о создании конституционной монархии было отозвано.
После начала ухода немецких оккупационных войск и начала боёв с Красной армией 16 декабря 1918 года большевиками была образована Литовская Советская Республика. 27 февраля 1919 года в Вильне состоялось объединённое заседание ЦИК Литвы и ССРБ. На нём было провозглашено образование Литовско-Белорусской Советской Социалистической Республики (Литбела) со столицей в Вильне, а с 19 апреля 1919 года — в Минске.
Немцы запрещают на подконтрольных территориях создавать военные подразделения из белорусов и литовцев, существуют нелегально штабы полков, созданные ещё в ноябре 1918 года после поражения Германии в Первой мировой войне на западном фронте. В начале февраля 1919 года на оккупированных немцами территориях с их разрешения начинает создаваться литовская милиция. Во второй половине февраля начинается формирование полков Войска Литовского. По настоянию Антанты (с целью упрощения финансирования и руководства единым антибольшевистским фронтом) белорусские полки инкорпорируются в армию Литвы, получают литовские петлицы и кокарды, но свои приборные цвета (белый-пехота, красный кавалерия) при чёрных петлицах по всей армии.
В феврале-марте 1919 года войска литовской Тарибы, поддержанные немецкими добровольцами, начали военные действия против Литбела. В апреле 1919 года к наступательным действиям на два фронта против большевиков и Литвы присоединилась польская армия. В результате наступления польских войск, территория Литбела была оккупирована. После советско-литовской войны и заключения Московского договора 12 июля 1920 года Литбел прекратил своё существование. Согласно договору к Литве отошли Ковенская губерния и части Виленской, Гродненской и Сувалкской губерний. На занятой войсками под командованием «мятежного» польского генерала Л. Желиговского части литовских и белорусских территорий (гибридная война Польской Республики) было создано временное польское государственное образование Срединная Литва, в 1922 году включённое в состав Польши.
До сентября 1939 года Виленский край находился в составе Польши как Виленское воеводство. В 1923 году к Литве отошёл после захвата немецкий Мемельланд, в Литве реорганизованный в Клайпедский край. С 1919 по 1939 год временной столицей Литвы был Каунас.

### Межвоенный период
В 1922 году в Литве была принята конституция, предусматривавшая создание парламентской республики. I Сейм, созванный в 1922 году, избрал президентом Литовской Республики Александраса Стульгинскиса, а премьер-министром — Миколас Слежявичюса. 7 июня 1926 года III Сейм избрал К. Гринюса президентом, однако 17 декабря в Литве произошёл военный переворот, в ходе которого президент Гринюс был свергнут. Согласно конституции Литвы исполняющим обязанности президента стал Йонас Стаугайтис, но он правил всего один день, после чего новым президентом Литвы стал лидер союза литовских националистов Антанас Сметона, установивший в стране авторитарный режим. Следующие после переворота выборы прошли в 1936 году. 12 сентября 1934 года по инициативе Литвы в Женеве был создан политический союз Эстонии, Латвии и Литвы, иначе называемый Балтийской Антантой.
Во внешней политике Литвы существовало важное отличие от внешней политики Эстонии и Латвии — в межвоенный период Литва вела разведку как против Германии (в 1936 году в Германии были выявлены 12 человек, получивших задание от литовской разведки), так и против Польши. В 1930-е годы велись переговоры между Литвой и СССР о продаже Литве советского оружия.
Основные партии: Христианско-демократическая партия, Крестьянская партия, Партия Фермеров, Партия труда, Блок меньшинств, Социал демократическая партия, Польский союз, Литовский националистический союз,Мемельские партии, Рабочая группа.

### Ликвидация
Параллельно событиям аншлюса, в ночь с 10 на 11 марта 1938 года на польско-литовской границе произошёл инцидент — был убит польский солдат. Польша отклонила предложение Литвы создать совместную комиссию для расследования этого происшествия. 16 марта Варшавой был выдвинут ультиматум с требованием признать за Польшей принадлежность Виленского края, вычеркнув из конституции параграф, провозглашающий Вильно столицей Литвы, и установить дипломатические отношения между государствами (формально ещё с 1920 года Польша находилась в состоянии войны с Литвой, урегулированном перемирием). Это ультимативное требование поддержала Германия. В польской прессе была развёрнута кампания с призывом похода на Каунас; Варшава стала готовиться к захвату Литвы. Берлин был готов поддержать оккупацию поляками Литвы, заявив, что его интересует только Мемель (совр. Клайпеда). 16 и 18 марта 1938 года М. Литвинов вызывал польского посла Вацлава Гржибовского, разъяснив тому, что несмотря на отсутствие военного союза между Литвой и СССР, Советский Союз заинтересован в сохранении независимости Литвы и выступает против развязывания войны, в противном случае советское правительство денонсирует без предупреждения польско-советский пакт о ненападении и в случае вооружённого нападения на Литву оставит за собой свободу действий. Одновременно правительству Литвы была отправлена нота, в которой рекомендовалось принять условия ультиматума, касающиеся установления дипломатических отношений. Благодаря этому вмешательству опасность вооружённого конфликта между Польшей и Литвой была предотвращена. Польское руководство ограничило свои требования одним пунктом — установлением дипломатических отношений — и отказалось от вооружённого вторжения в Литву .
22 марта 1939 года гитлеровская Германия предъявила Литве ультиматум с требованием вернуть ей район Мемеля, который Литва была вынуждена принять. Заключённый 22 марта 1939 года договор о ненападении между гитлеровской Германией и Литвой обеспечивал отказ со стороны Литвы от поддержки Польши.
23 августа 1939 года Германия и Советский Союз заключили Договор о ненападении («пакт Молотова — Риббентропа»). Согласно секретному дополнительному протоколу к договору, Эстония, Латвия, Финляндия и восток Польши были включены в советскую сферу интересов, Литва и запад Польши — в сферу интересов Германии.
Через неделю, 1 сентября, Германия начала вторжение в Польшу. 17 сентября СССР ввёл войска на территорию Польской Республики, присоединив её восточные земли.

Лишь после того, как германская военная кампания против Польши завершилась и при этом дело не дошло до перенесения военных действий вермахта на территорию Литвы, Сталин позволил себе распорядиться, чтобы Красная Армия при своём вступлении широким фронтом в Восточную Польшу (начиная с 17 сентября) временно заняла стратегически важные районы Южной Литвы.— Фляйшхауэр  Ингеборг. Пакт. Гитлер, Сталин и инициатива германской дипломатии. 1938—1939. — М.: Прогресс, 1990.
Территориальный раздел Польши между СССР и Германией был завершён 28 сентября 1939 года подписанием Договора о дружбе и границе. В результате раздела польской территории между Германией и СССР советские границы передвинулись далеко на запад, и СССР стал граничить с Литвой. Первоначально Германия намеревалась превратить Литву в свой протекторат, однако 25 сентября, в ходе советско-германских контактов об урегулировании польской проблемы, СССР предложил начать переговоры об отказе Германии от претензий на Литву в обмен на территории Варшавского и Люблинского воеводств Польши. В этот день посол Германии в СССР граф В. фон дер Шуленбург отправил в МИД Германии телеграмму, в которой сообщил, что был вызван в Кремль, где И. Сталин указал на это предложение как на предмет будущих переговоров, и к этому добавил, что в случае согласия со стороны Германии «Советский Союз немедленно возьмётся за решение проблемы прибалтийских государств в соответствии с протоколом от 23 августа и ожидает в этом деле полную поддержку со стороны германского правительства».
10 октября 1939 года в Москве был подписан «Договор о передаче Литовской республике города Вильно и Виленской области и о взаимопомощи между Советским Союзом и Литвой» сроком на 15 лет, предусматривавший ввод в Литву 20-тысячного контингента советских войск.
Российский историк А. Дюков утверждает, что в 1940 году начальник Литовского департамента госбезопасности посетил Берлин с официальным визитом, в ходе которого он по поручению руководства республики предложил немцам взять в состав рейха и всю остальную Литву. На это предложение немцы дали положительный ответ, но с одной оговоркой: они были готовы занять Литву не ранее конца 1940 года. По мнению Дюкова, присутствие Красной армии поломало этот сценарий. Кроме того, он полагает, что после присоединения республик Прибалтики к СССР немцы продолжали пестовать литовских националистов: в Берлине было создано Литовское информационное бюро, абвер поддерживал подпольный Фронт литовских активистов, готовивших свержение советского режима.
14 июня 1940 года Литве был предъявлен ультиматум с требованием допустить на территорию страны дополнительные советские войска, отправить правительство в отставку. 15 июня Литовская республика согласилась с требованиями СССР и разрешила увеличение численности советских войск.
14—15 июля проведены подконтрольные СССР выборы в «Народный Сейм», к участию в которых был допущен лишь один партийный список: просоветский «Блок трудового народа». В выборах в народный сейм Литвы приняло участие 1 386 569 человек, то есть 95,51 % всех имевших избирательное право. За кандидатов «Блока трудового народа Литвы» голосовало 1 375 349 избирателей, то есть 99,19 % участвовавших в голосовании. Народный сейм 21 июля провозгласил образование Литовской ССР и постановил просить Верховный Совет СССР принять Литовскую ССР в состав СССР. 3 августа 1940 года Верховный Совет СССР удовлетворил эту просьбу.

## Административное деление
После Первой мировой войны в независимой Литовской Республике основными единицами административного деления, проведённого в 1919—1921 годах, были уезды и волости. В каждой волости должно было проживать около 5000 жителей; волости, в свою очередь, делились на староства численностью населения около 100 человек.
Территория делилась на 21 уезд, в которых было 249 волостей; правами самоуправления пользовался 31 город, из них 10 были перворазрядными (не участвовали в самоуправлении уездов), а остальные — городами второго разряда (участвовали в самоуправлении уездов). Волости делились на староства. Волости учреждались и ликвидировались решением Совета министров. Права самоуправления предоставлялись городам кабинетом министров.
Четырём крупнейшим городам (Каунас, Паневежис, Шяуляй, Укмярге) были предоставлены права уездов. При этом бо́льшая часть Сейненского уезда с временным центром в Лаздияй и Тракайского уезда с временным центром в Кайшядорисе фактически находились на польской территории. Отдельную административную единицу образовывал Клайпедский край с Клайпедой и тремя округами.
В военно-административном отношении страна делилась на 3 военных округа (Каунасский, Мариямпольский, Паневежский), каждый из которых составляло, в свою очередь, по 3 мобилизационных района.